# Entrata dell'Italia nella seconda guerra mondiale

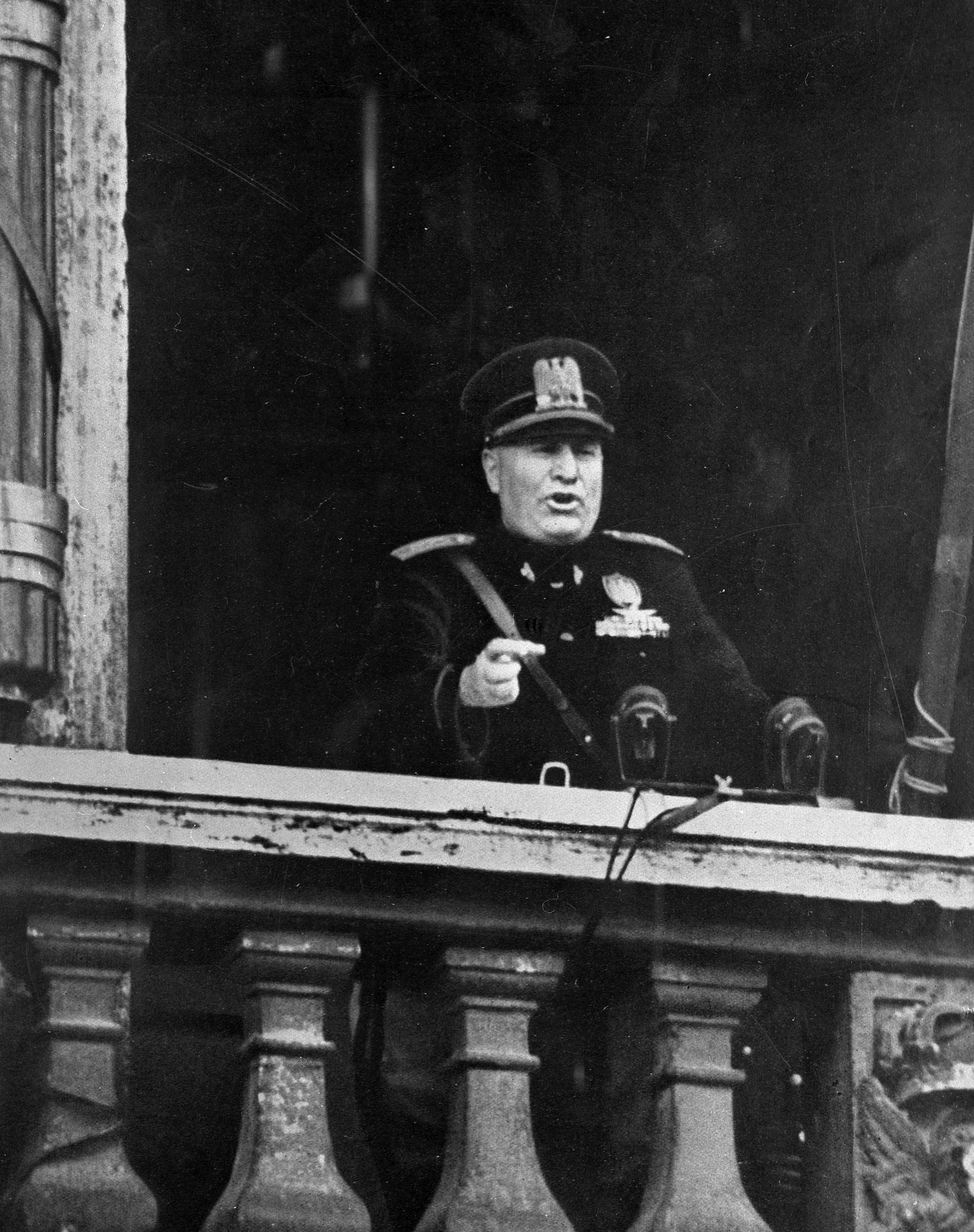
Benito Mussolini, il 10 giugno 1940, annuncia la dichiarazione di guerra dal balcone di Palazzo Venezia a Roma

Il 1º settembre 1939, a seguito dell'attacco tedesco contro la Polonia, il capo del governo Benito Mussolini, nonostante un patto di alleanza con la Germania, dichiarò la non belligeranza italiana. L'entrata dell'Italia nella seconda guerra mondiale avvenne con una serie di atti formali e diplomatici solo dopo nove mesi, il 10 giugno 1940, e fu annunciata da Mussolini stesso con un celebre discorso dal balcone di Palazzo Venezia. Durante i nove mesi di incertezza operativa, il Duce, impressionato dalle folgoranti vittorie tedesche ma conscio della grave impreparazione militare italiana, restò a lungo dubbioso fra diverse alternative, a volte contrastanti fra loro, oscillando tra la fedeltà all'amicizia con Adolf Hitler, l'impulso a rinnegarne la soffocante alleanza, la voglia di indipendenza tattica e strategica, il desiderio di facili vittorie sul campo di battaglia e la brama di essere ago della bilancia nello scacchiere della diplomazia europea.

## Antefatti

### Gli attriti con la Francia e l'avvicinamento alla Germania

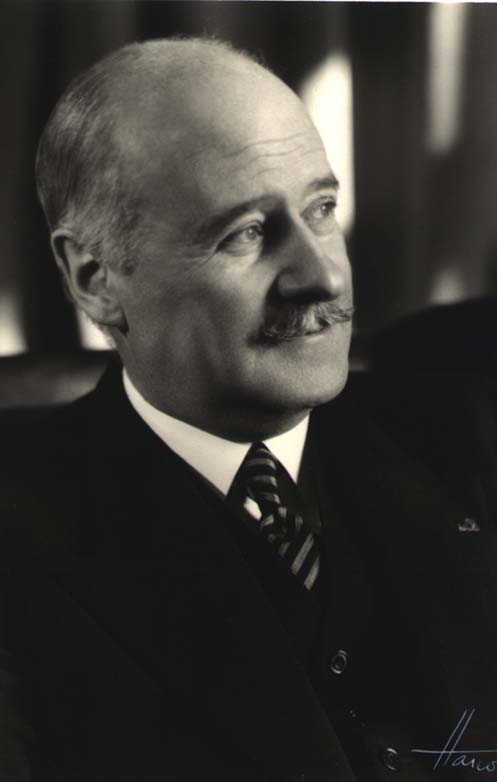
L'ambasciatore francese in Italia André François-Poncet

Il 28 ottobre 1938 il ministro degli esteri tedesco Joachim von Ribbentrop incontrò a Roma Benito Mussolini e il ministro degli esteri italiano Galeazzo Ciano. Durante il colloquio, Ribbentrop parlò di un possibile patto di alleanza fra Germania e Italia, argomentando che, forse nel giro di tre o quattro anni, un confronto armato contro Francia e Regno Unito sarebbe stato inevitabile. Alle molte domande di Mussolini, il ministro degli esteri tedesco spiegò che esisteva un'alleanza fra inglesi e francesi, i quali avrebbero cominciato insieme a riarmarsi, che esisteva un patto di assistenza reciproca fra sovietici e francesi, che gli Stati Uniti d'America non erano nelle condizioni di intromettersi in prima persona e che la Germania era in ottimi rapporti con il Giappone, concludendo che «tutto il nostro dinamismo può dirigersi contro le democrazie occidentali. Questa la ragione fondamentale per cui la Germania propone il Patto e lo ritiene adesso tempestivo».
Il Duce non sembrava convinto e iniziò a tergiversare, ma Ribbentrop catturò la sua attenzione affermando che il mar Mediterraneo, nelle intenzioni di Adolf Hitler, sarebbe stato posto sotto il totale dominio italiano, aggiungendo che l'Italia aveva in passato dimostrato la sua amicizia verso la Germania e che adesso era «la volta dell'Italia di profittare dell'aiuto tedesco». L'obiettivo di Hitler, cogliendo l'importanza strategica di avere Roma dalla propria parte, consisteva nel ridurre il numero dei potenziali nemici in una futura guerra, scongiurando l'eventuale avvicinamento dell'Italia a Francia e Regno Unito, il che avrebbe significato il ritorno al vecchio schieramento della prima guerra mondiale e al blocco marittimo che aveva contribuito a piegare l'Impero tedesco di Guglielmo II. L'incontro fra Ribbentrop, Mussolini e Ciano, però, si concluse con un momentaneo nulla di fatto.
Dopo la conferenza di Monaco del 1938 la Francia si era riavvicinata all'Italia, inviando a Roma un suo ambasciatore nella persona di André François-Poncet, e Mussolini ritenne di poter approfittare del periodo di buoni rapporti per farle tre richieste riguardanti il mantenimento della particolare condizione degli italiani in Tunisia, l'ottenimento di alcuni posti nel consiglio di amministrazione della compagnia del Canale di Suez e un arrangiamento relativo alla città di Gibuti, che era il terminale dell'unica ferrovia esistente per Addis Abeba, all'epoca capitale dell'Africa Orientale Italiana. Almeno fino alla primavera del 1940, infatti, gli obiettivi del Duce non comprendevano la conquista di territori europei.
Il 23 novembre 1938 il primo ministro inglese Neville Chamberlain e il suo ministro degli esteri, lord Halifax, si recarono a Parigi e ultimarono i dettagli per la collaborazione militare tra Francia e Regno Unito, mentre i rapporti fra Italia e Francia iniziavano a deteriorarsi. Il successivo 30 novembre, durante un discorso alla Camera dei fasci e delle corporazioni, il ministro degli esteri Ciano pronunciò un discorso durante il quale, accennando alle rivendicazioni irredentistiche italiane, venne interrotto dalle acclamazioni Nizza!, Savoia!, Corsica!, partite da una trentina di deputati. In quel momento, nella tribuna diplomatica, assisteva alla seduta anche l'ambasciatore francese André François-Poncet, arrivato a Roma da appena una settimana. Una manifestazione simile si verificò il giorno stesso in piazza di Monte Citorio, dove un centinaio di dimostranti esternò le stesse acclamazioni.
Nonostante la parvenza di spontaneità, si era trattato di iniziative organizzate da Ciano e da Achille Starace, i quali, chiedendo molto di più delle tre richieste di Mussolini per poi fingere di accontentarsi del poco ottenuto per via negoziale, avevano inscenato le manifestazioni per impressionare François-Poncet, il quale infatti avvisò immediatamente Parigi dell'accaduto. Il governo francese gli ordinò allora di chiedere spiegazioni e arrivò alla conclusione che, se la situazione era quella, una futura guerra contro l'Italia sarebbe stata inevitabile. La sera stessa, durante una seduta del Gran consiglio del fascismo, Mussolini prese però le distanze da quanto accaduto in aula, dato che l'Italia aveva da poco ripreso buone relazioni con la Francia e che la protesta era stata intrapresa a sua insaputa.
Il 2 dicembre 1938 François-Poncet chiese a Ciano se le grida dei deputati potevano rappresentare gli orientamenti della politica estera italiana e se l'Italia riteneva ancora in vigore l'accordo franco-italiano del 1935. Ciano, dissimulando la propria paternità su quanto accaduto, rispose che il Governo non poteva assumersi la responsabilità delle affermazioni dei singoli, ma che le riteneva un chiaro campanello d'allarme del sentire comune nazionale, e che era auspicabile, secondo la sua opinione, una revisione dell'accordo del 1935. Di fronte a risposte così poco rassicuranti, la Francia iniziò ad aspettarsi un attacco italiano. Tuttavia, lo stato d'animo dei vertici militari d'oltralpe era improntato all'ottimismo: il generale Henri Giraud affermò infatti che un eventuale conflitto sarebbe stato, per le truppe francesi, «una semplice passeggiata nella pianura del Po», mentre altri ufficiali parlavano di un'azione militare «facile come infilare un coltello nel burro». Il primo ministro francese Édouard Daladier, irrigidendo la propria posizione nei confronti dell'Italia, affermò che non avrebbe mai ceduto ad alcuna pretesa straniera, facendo così sfumare anche la speranza di accoglimento delle tre richieste del Duce su Tunisia, Suez e Gibuti. Lo Stato Maggiore francese, fin dal 1931, aveva disposto dei piani per l'invasione militare dell'Italia, ampliandoli nel 1935, nel 1937 e nel 1938, ma il generale Alphonse Georges fece notare che nessuna azione sarebbe stata possibile contro l'Italia se, sulla Francia, fosse pesata una minaccia tedesca.
Mussolini, il 2 gennaio 1939, decise di aderire al patto italo-germanico, comunicando a Ribbentrop il proprio impegno. Secondo Ciano, il Duce si convinse ad accettare la proposta tedesca a causa della comprovata alleanza militare tra Francia e Regno Unito, dell'orientamento ostile del governo francese nei confronti dell'Italia e dell'atteggiamento ambiguo degli Stati Uniti d'America, che mantenevano una posizione defilata, ma che sarebbero stati pronti a rifornire di armamenti Londra e Parigi. Il successivo 26 gennaio il maresciallo Pietro Badoglio, ribadendo la linea mussoliniana tracciata l'anno precedente, riferì allo Stato Maggiore Generale il contenuto di un suo colloquio avuto con il Duce due giorni prima, durante il quale «il Capo del Governo mi ha dichiarato che, nelle rivendicazioni verso la Francia, non intende affatto parlare di Corsica, Nizza e Savoia. Queste sono iniziative prese da singoli, le quali non entrano nel suo piano di azione. Mi ha dichiarato, inoltre, che non intende porre domande di cessioni territoriali alla Francia perché è convinto che essa non ne può fare: quindi si metterebbe nella situazione o di ritirare una eventuale richiesta (e ciò non sarebbe dignitoso) o di fare la guerra (e ciò non è nelle sue intenzioni)». Gli sforzi sostenuti per la guerra d'Etiopia del 1935-36 e per il supporto alla guerra civile spagnola del 1936-39 avevano comportato spese eccezionali per l'Italia, le quali, unite alla limitata capacità produttiva dell'industria, alla lentezza del riarmo e alla scarsa preparazione dell'esercito, spinsero il Duce ad annunciare al Gran consiglio del fascismo, il 4 febbraio 1939, che il Paese non avrebbe potuto partecipare a un nuovo conflitto prima del 1943.

### La firma delPatto d'Acciaio

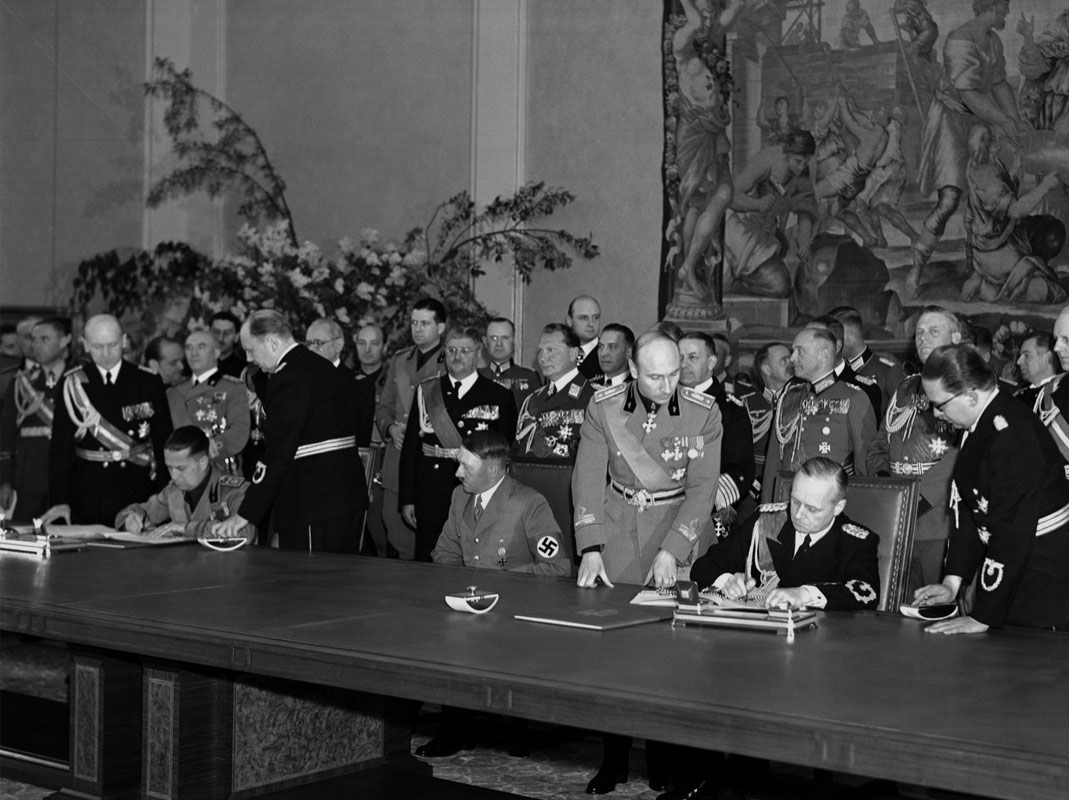
La firma del Patto d'Acciaio fra Italia e Germania il 22 maggio 1939

Il 22 maggio 1939 Italia e Germania, rappresentate rispettivamente dai ministri degli esteri Ciano e Ribbentrop, concretizzarono la proposta tedesca dell'anno precedente e firmarono a Berlino un'alleanza difensiva-offensiva, che Mussolini aveva inizialmente pensato di battezzare Patto di Sangue, ma che poi aveva più prudentemente chiamato Patto d'Acciaio. Il testo dell'accordo prevedeva che le due parti contraenti fossero obbligate a fornirsi reciproco aiuto politico e diplomatico in caso di situazioni internazionali che mettessero a rischio i propri interessi vitali. Questo aiuto sarebbe stato esteso anche al piano militare qualora si fosse scatenata una guerra. I due Paesi si impegnavano, inoltre, a consultarsi permanentemente sulle questioni internazionali e, in caso di conflitti, a non firmare eventuali trattati di pace separatamente.
Pochi giorni prima, Ciano aveva incontrato Ribbentrop per chiarire alcuni punti del trattato prima di firmarlo. In particolare la parte italiana, conscia della propria impreparazione militare, voleva rassicurazioni sul fatto che i tedeschi non avessero intenzione di iniziare a breve una nuova guerra europea. Il ministro Ribbentrop tranquillizzò Ciano, dicendo che «la Germania è convinta della necessità di un periodo di pace che dovrebbe essere non inferiore ai 4 o 5 anni» e che le divergenze con la Polonia per il controllo del Corridoio di Danzica sarebbero state appianate «su una strada di conciliazione». Siccome la rassicurazione di nessun conflitto armato per quattro o cinque anni faceva arrivare al 1943 o al 1944 e, quindi, coincideva con la previsione di Mussolini del 4 febbraio 1939 di essere militarmente pronto per il 1943, il Duce diede il suo assenso definitivo per la firma dell'alleanza. Vittorio Emanuele III, nonostante la decisione di Mussolini, continuò a manifestare i propri sentimenti antigermanici e il successivo 25 maggio, al ritorno di Ciano da Berlino, commentò che «i tedeschi finché avran bisogno di noi saranno cortesi e magari servili. Ma alla prima occasione, si riveleranno quei mascalzoni che sono».
Dal 27 al 30 maggio il Duce fu impegnato nella stesura di un testo indirizzato ad Hitler, successivamente passato alla storia come memoriale Cavallero dal nome del generale che glielo consegnò ai primi di giugno, nel quale venivano inserite alcune interpretazioni italiane del Patto da poco stipulato. Nello specifico, Mussolini, nonostante ritenesse inevitabile una futura «guerra fra le nazioni plutocratiche e quindi egoisticamente conservatrici e le nazioni popolose e povere», ribadì che Italia e Germania avevano «bisogno di un periodo di pace di durata non inferiore ai tre anni» allo scopo di completare la propria preparazione militare, e che un eventuale sforzo bellico avrebbe potuto avere successo solo a partire dal 1943. Il successivo 12 agosto Galeazzo Ciano si recò al Berghof, vicino Berchtesgaden, per un colloquio con Hitler. Quest'ultimo, parlando del Corridoio di Danzica, prospettò un eventuale confronto armato circoscritto a Germania e Polonia qualora Varsavia avesse rifiutato le trattative proposte dai tedeschi, specificando che, in base alle informazioni in suo possesso, né Parigi né Londra sarebbero intervenute. Inoltre, il Cancelliere tedesco accennò a delle trattative segrete in corso con l'Unione Sovietica per un'alleanza. Ciano ricordò che era stato definito, alla firma del Patto d'Acciaio, di far passare alcuni anni prima di intraprendere azioni belliche, ma il Führer lo interruppe dicendo che «li avrebbe attesi, secondo quanto era stato concordato. Ma le provocazioni della Polonia e l'aggravarsi della situazione» avevano «reso urgente l'azione tedesca. Azione però che non provocherà un conflitto generale».
Il 25 agosto Hitler chiese al Capo del Governo italiano di quali mezzi e di quali materie prime avesse bisogno per riuscire a prendere parte a un'eventuale nuova guerra. Nella speranza che il Paese ne fosse esonerato, il 26 agosto il Duce rispose con una lunghissima lista appositamente abnorme e impossibile da soddisfare, talmente esagerata da essere definita da Galeazzo Ciano «tale da uccidere un toro». L'elenco - soprannominato Lista del molibdeno a causa delle 600 tonnellate richieste di questo materiale - comprendeva, fra petrolio, acciaio, piombo e numerosi altri materiali, un totale di quasi diciassette milioni di tonnellate di rifornimenti e specificava che, senza tali forniture da ricevere subito, l'Italia non avrebbe potuto assolutamente partecipare a una nuova guerra. Il Führer, nonostante il sospetto che Mussolini lo stesse ingannando, rispose dicendo che comprendeva la precaria situazione italiana e che poteva inviare una piccola parte del materiale, ma che gli era impossibile soddisfare per intero le richieste nostrane.
Il 30 agosto la Germania inviò alla Polonia un ultimatum per la cessione del Corridoio di Danzica e la Polonia ordinò la mobilitazione generale. La mattina del giorno successivo, nonostante la situazione fosse già disperata, Mussolini si offrì come mediatore presso Hitler affinché la Polonia cedesse pacificamente Danzica alla Germania, ma il ministro degli esteri inglese Halifax rispose che tale soluzione era inaccettabile. Appresa la notizia, nel pomeriggio dello stesso giorno il Duce propose allora a Francia e Regno Unito una conferenza per il successivo 5 settembre, «con lo scopo di rivedere quelle clausole del trattato di Versaglia che turbano la vita europea».
Mussolini, precedentemente, aveva già tentato di instradare la situazione nell'alveo di una soluzione diplomatica. Ciano, nel suo diario, in più momenti annotò che il Duce «è d'avviso che una coalizione di tutte le altre Potenze, noi compresi, potrebbe frenare l'espansione germanica»; «Il Duce [...] sottolinea la necessità di una politica di pace»; «[...] si potrebbe parlare col Führer di lanciare una proposta di conferenza internazionale»; «Il Duce tiene molto a che io provi ai tedeschi [...] che lo scatenare una guerra adesso sarebbe una follia [...] Mussolini ha sempre in mente l'idea di una conferenza internazionale»; «Il Duce [...] raccomanda ancora ch'io faccia presente ai tedeschi che bisogna evitare il conflitto con la Polonia [...] il Duce ha parlato con calore e senza riserve della necessità della pace»; «Vedo nuovamente il Duce. Tentativo estremo: proporre a Francia e Inghilterra una conferenza per il 5 settembre»; «[...] facciamo cenno a Berlino della possibilità di una conferenza». Durante la sera del 31 agosto, però, Mussolini venne informato che Londra aveva tagliato le comunicazioni con l'Italia.

## Lo scoppio della guerra in Europa

### La scelta della non belligeranza

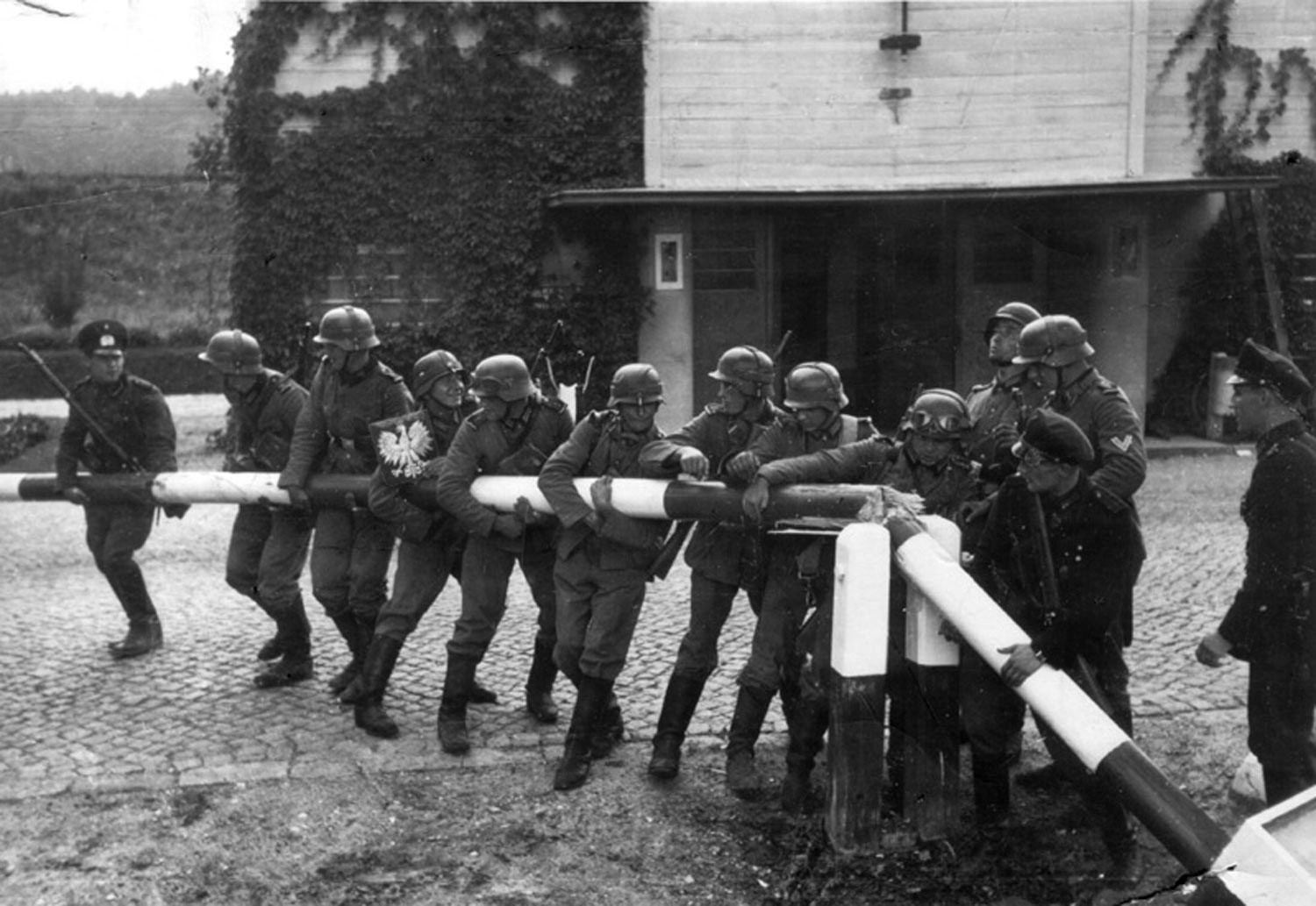
Truppe tedesche, il 1º settembre 1939, rimuovono la sbarra di confine tra Germania e Polonia

All'alba del 1º settembre le forze armate tedesche, utilizzando come casus belli l'incidente di Gleiwitz, diedero inizio alla campagna di Polonia, varcandone il confine alla volta di Varsavia. Mussolini, avendo firmato solo tre mesi prima l'alleanza con il Reich, fu messo di fronte alla scelta se scendere o meno in campo a fianco di Hitler. Ricevuta notizia dell'attacco tedesco e conscio dell'impreparazione italiana, la mattina dello stesso giorno il Duce telefonò subito all'ambasciatore italiano a Berlino, Bernardo Attolico, chiedendo che Hitler gli mandasse un telegramma per sganciarlo dagli obblighi del Patto, in modo da non passare per traditore agli occhi dell'opinione pubblica.
Il Führer rispose immediatamente, in modo molto cortese, accogliendo senza problemi la posizione dell'Italia, dicendo che ringraziava Mussolini per l'appoggio morale e politico e rassicurandolo sul fatto che non aspettava il sostegno militare italiano. Il telegramma, però, probabilmente per punire la beffa italiana della Lista del molibdeno, non venne pubblicato da alcun quotidiano del Reich e non venne trasmesso alla radio, facendo successivamente nascere, nell'opinione pubblica tedesca, una crescente ostilità nei confronti degli italiani, percepiti come inaffidabili e traditori del Patto. Galeazzo Ciano riferì che Mussolini, avendo percepito questa crescente avversione, ancora il 10 marzo 1940 disse a Ribbentrop di essere «molto riconoscente al Führer per il telegramma nel quale questi ha dichiarato che non aveva bisogno dell'aiuto militare italiano per la campagna contro la Polonia», ma che sarebbe stato meglio «se questo telegramma fosse stato pubblicato anche in Germania».
Non potendo scegliere la neutralità per non tradire l'amicizia con Hitler, nella seduta del Consiglio dei Ministri delle 15:00 del 1º settembre 1939 il Duce rese nota ufficialmente la posizione di non belligeranza. La mancata consultazione dell'Italia da parte della Germania prima dell'invasione della Polonia e prima della firma del patto Molotov-Ribbentrop del 23 agosto 1939 fra Germania e Unione Sovietica, comunque, secondo l'interpretazione italiana erano violazioni dei tedeschi dell'obbligo di consultazione fra i due Paesi, previsto dal testo del Patto d'Acciaio, consentendo perciò a Mussolini di dichiarare la non belligeranza senza formalmente venir meno ai patti sottoscritti.
Il 2 settembre Mussolini ripropose l'idea di una conferenza internazionale: inaspettatamente, Hitler rispose dichiarandosi disposto a fermare l'avanzata tedesca e a intervenire in una conferenza di pace cui avrebbero partecipato Germania, Italia, Francia, Regno Unito, Polonia e Unione Sovietica. Gli inglesi, tuttavia, posero come condizione inderogabile che i tedeschi abbandonassero immediatamente i territori polacchi occupati il giorno prima. Galeazzo Ciano riportò nel suo diario che «non tocca a noi dare un consiglio di tale natura a Hitler, che lo respingerebbe con decisione e forse con sdegno. Dico ciò ad Halifax, ai due Ambasciatori e al Duce, e infine telefono a Berlino che, salvo avviso contrario dei tedeschi, noi lasciamo cadere le conversazioni. L'ultima luce di speranza si è spenta». Secondo lo storico Renzo De Felice: «Così, nelle prime ore tra il 2 e il 3 settembre, sulle secche dell'intransigenza inglese forse più che su quelle dell'intransigenza tedesca [...], naufragò la navicella della mediazione italiana». Il 3 settembre Regno Unito e Francia, in virtù di un trattato di alleanza con la Polonia, dichiararono guerra alla Germania. Il 10 settembre l'ambasciatore Bernardo Attolico, facendo riferimento all'accordo fra Hitler e Mussolini per una non immediata entrata in guerra dell'Italia e al telegramma di conferma di Hitler, comunicò che nel Reich «le grandi masse popolari, ignare dell'accaduto, cominciano già a dar segno di una crescente ostilità. Le parole tradimento e spergiuro ricorrono con frequenza».
Il successivo 24 settembre, a conferma dell'impreparazione italiana, il Commissariato Generale per le Fabbricazioni di Guerra sondò il grado di approntamento delle Forze Armate, ricevendo come risposta dagli Stati Maggiori che, salvo imprevisti, la Regia Aeronautica sarebbe riuscita a ripianare sufficientemente le proprie carenze entro la metà del 1942, la Regia Marina alla fine del 1943 e il Regio Esercito alla fine del 1944. Inoltre l'economia italiana risultava fortemente danneggiata dal blocco navale alle esportazioni tedesche di carbone, imposto da Regno Unito e Francia nell'autunno 1939, e dall'applicazione del diritto di angheria, il quale prevedeva che Londra e Parigi potessero non solo attaccare il naviglio nemico, ma anche controllare il naviglio neutrale (o non belligerante) e porre sotto sequestro merci e navi neutrali (o non belligeranti) provenienti da una nazione nemica o dirette verso di essa. Dall'agosto al dicembre 1939, infatti, gli inglesi fermarono a Gibilterra e a Suez, con vari pretesti, 847 navi mercantili e passeggeri italiane (cifra poi salita a 1.347 navi al 25 maggio 1940), rallentando fortemente i traffici di qualsiasi merce nel Mar Mediterraneo, arrecando grave danno alla produttività nazionale e peggiorando i rapporti fra Roma e Londra.
Durante l'inverno il Regno Unito fece sapere di essere disposto a vendere carbone all'Italia, ma ad un prezzo stabilito unilateralmente da Londra, senza garanzia sulle tempistiche di consegna e a patto che l'Italia rifornisse di armamenti pesanti Regno Unito e Francia. Siccome l'accettazione di una simile proposta avrebbe comportato il crollo delle relazioni fra Italia e Germania e una sicura reazione di Hitler, Galeazzo Ciano comunicò il rifiuto del governo italiano. La cronica mancanza di carbone e di approvvigionamenti causata dal blocco navale anglo-francese, però, minava fortemente la stabilità nazionale e rischiava di portare il Paese all'asfissia economica. La Germania intervenne, rifornendo l'Italia del carbone necessario e rendendola così ancora più dipendente da Berlino, anche se la fornitura era molto rallentata perché, per aggirare il blocco marittimo, doveva obbligatoriamente avvenire via rotaie dal passo del Brennero. Per i generi di prima necessità, invece, l'Italia sopperì parzialmente mediante l'estensione delle politiche autarchiche adottate ai tempi della guerra d'Etiopia. Gli esorbitanti costi di gestione dell'Africa Orientale Italiana, uniti ai suoi magri guadagni, stavano però rivelando che la conquista dell'impero era stata più un aggravio che un beneficio per le casse dello Stato. Per quanto riguarda le risorse umane, le truppe italiane risultavano impreparate sotto ogni aspetto: nonostante le «otto milioni di baionette» millantate da Mussolini, la stragrande maggioranza dei soldati italiani non era motivata da alcun odio contro inglesi e francesi, non era addestrata a impieghi specifici come l'assalto a opere fortificate o l'aviotrasporto ed era cronica la mancanza di munizioni, mezzi motorizzati e indumenti adatti.
Il Duce, a conoscenza della crescente ostilità dei tedeschi nei confronti degli italiani, aveva paura di una possibile ritorsione di Hitler vincitore e si era posto il problema di quale sorte, in caso di vittoria tedesca, il Führer avrebbe riservato all'Italia qualora questa si fosse sottratta ai suoi doveri di alleata. Il generale Emilio Faldella, infatti, testimoniò che «più si profilava l'eventualità della vittoria germanica, più Mussolini temeva la vendetta di Hitler». Sulla situazione, poi, pesava la questione dell'Alto Adige, una zona di territorio italiano popolata prevalentemente da abitanti di lingua e cultura tedesca che, nonostante le rassicurazioni sull'inviolabilità dei confini, Hitler avrebbe potuto sfruttare come casus belli, nell'ottica pangermanista di unificare tutte le popolazioni di stirpe germanica, per annettere quel territorio al Reich e per invadere militarmente l'Italia settentrionale. Addirittura, il Duce fu anche sfiorato dall'idea che convenisse cambiare campo e schierarsi con gli anglo-francesi. Il 30 settembre 1939, infatti, alludendo alla scarsità delle riserve di carburante necessarie per la guerra, commentò che, senza tali scorte, non sarebbe stato possibile impegnarsi «né col gruppo A né col gruppo B», facendo perciò supporre che, almeno in linea teorica, il Duce non escludeva a priori un ribaltamento delle alleanze. Spaventato dalla situazione, diffidente nei confronti dei tedeschi e preoccupato da una loro eventuale calata nella Penisola, il successivo 21 novembre Mussolini ordinò il prolungamento difensivo del Vallo Alpino del Littorio anche sul confine con il Reich, nonostante l'alleanza fra Italia e Germania, creando il Vallo Alpino in Alto Adige. La zona, massicciamente fortificata a tempo di record, venne poi soprannominata dalla popolazione locale "Linea non mi fido", con evidente riferimento ironico alla Linea Sigfrido.

### Il problema della non belligeranza

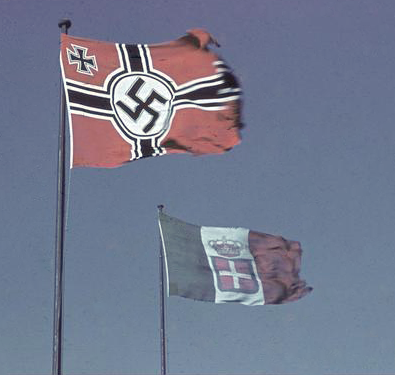
La bandiera da guerra tedesca e la bandiera italiana sventolano insieme

Gli esiti della campagna di Polonia, contraddistinta da una serie di impressionanti e fulminee vittorie dei tedeschi, contrastavano con la condizione di non belligeranza italiana, mettendo implicitamente in risalto il fallimento della politica militarista che Mussolini aveva condotto durante tutto il suo governo e dando l'inaccettabile impressione che l'Italia potesse essere considerata, in sede internazionale, come un Paese debole, ininfluente, secondario o codardo.
Il Duce era infatti convinto che, nonostante l'insufficienza militare nostrana, l'Italia non avrebbe potuto astenersi dalla guerra. Secondo il cosiddetto Promemoria segretissimo 328 del 31 marzo 1940, infatti, l'Italia non poteva restare non belligerante «senza dimissionare dal suo ruolo, senza squalificarsi, senza ridursi al livello di una Svizzera moltiplicata per dieci». Il problema, secondo Mussolini, non consisteva nel decidere se il Paese avrebbe partecipato o no al conflitto, «perché l'Italia non potrà fare a meno di entrare in guerra, si tratta soltanto di sapere quando e come: si tratta di ritardare il più a lungo possibile, compatibilmente con l'onore e la dignità, la nostra entrata in guerra». Nello stesso testo, il Duce tornò a riflettere sull'opportunità di denunciare il Patto d'Acciaio e di schierarsi al fianco di Londra e Parigi, concludendo però che si trattava di una strada non praticabile e che, anche «se l'Italia cambiasse atteggiamento e passasse armi e bagagli ai franco-inglesi, essa non eviterebbe la guerra immediata colla Germania», ritenendo uno scontro con il Reich un'eventualità più disastrosa di un conflitto contro Francia e Regno Unito.
Nonostante ciò Mussolini stesso covava la speranza, ormai flebile, di riuscire ancora a riportare la situazione nell'alveo delle trattative diplomatiche, credendo possibile una sorta di ripetizione della conferenza di Monaco del 1938. Per alcuni mesi il Duce restò infatti dubbioso fra tre possibili alternative: fungere da mediatore in una riconciliazione per via negoziale fra tedeschi e anglo-francesi, in modo da ottenere da tutti qualche sorta di ricompensa, oppure rischiare e scendere in guerra al fianco della Germania (ma solo quando quest'ultima sarebbe stata a un passo dalla vittoria finale), oppure condurre una sorta di guerra parallela a quella della Germania, in piena autonomia da Hitler e con obiettivi limitati ed esclusivamente italiani, che gli avrebbe consentito di sedersi al tavolo dei vincitori e di raccogliere qualche guadagno con il minimo sforzo, essendo costretto a centellinare le poche risorse disponibili, e senza perdere la faccia.
Scartata la prima ipotesi, dal momento che le richieste di trattative avanzate da Hitler erano state respinte, Mussolini si orientò allora sulla seconda e sulla terza, in realtà strettamente interconnesse fra loro, maturando questa convinzione almeno già dal 3 gennaio 1940, quando scrisse una lettera al Führer per comunicargli che l'Italia avrebbe preso parte al conflitto, ma solo nel momento che avrebbe ritenuto più favorevole: non troppo presto per evitare una guerra logorante, e non troppo tardi da arrivare ormai a cose fatte. Nella stessa lettera, però, nonostante l'impegno a entrare in guerra, Mussolini dimostrò di nuovo la propria titubanza, suggerendo contraddittoriamente a Hitler di trovare un accomodamento pacifico con Parigi e Londra, in quanto «non è sicuro che si riesca a mettere in ginocchio gli alleati franco-inglesi senza sacrifici sproporzionati agli obiettivi». Il 10 marzo 1940, dopo un incontro con il ministro degli esteri tedesco Ribbentrop, il Duce confermò questa linea, come risulta dal contenuto di una sua telefonata con Claretta Petacci intercettata dagli stenografi del Servizio Speciale Riservato. Nella telefonata, Mussolini parlò dell'eventuale entrata dell'Italia in guerra come di un fatto ineludibile, senza però precisare come e quando.

### I dubbi sul da farsi

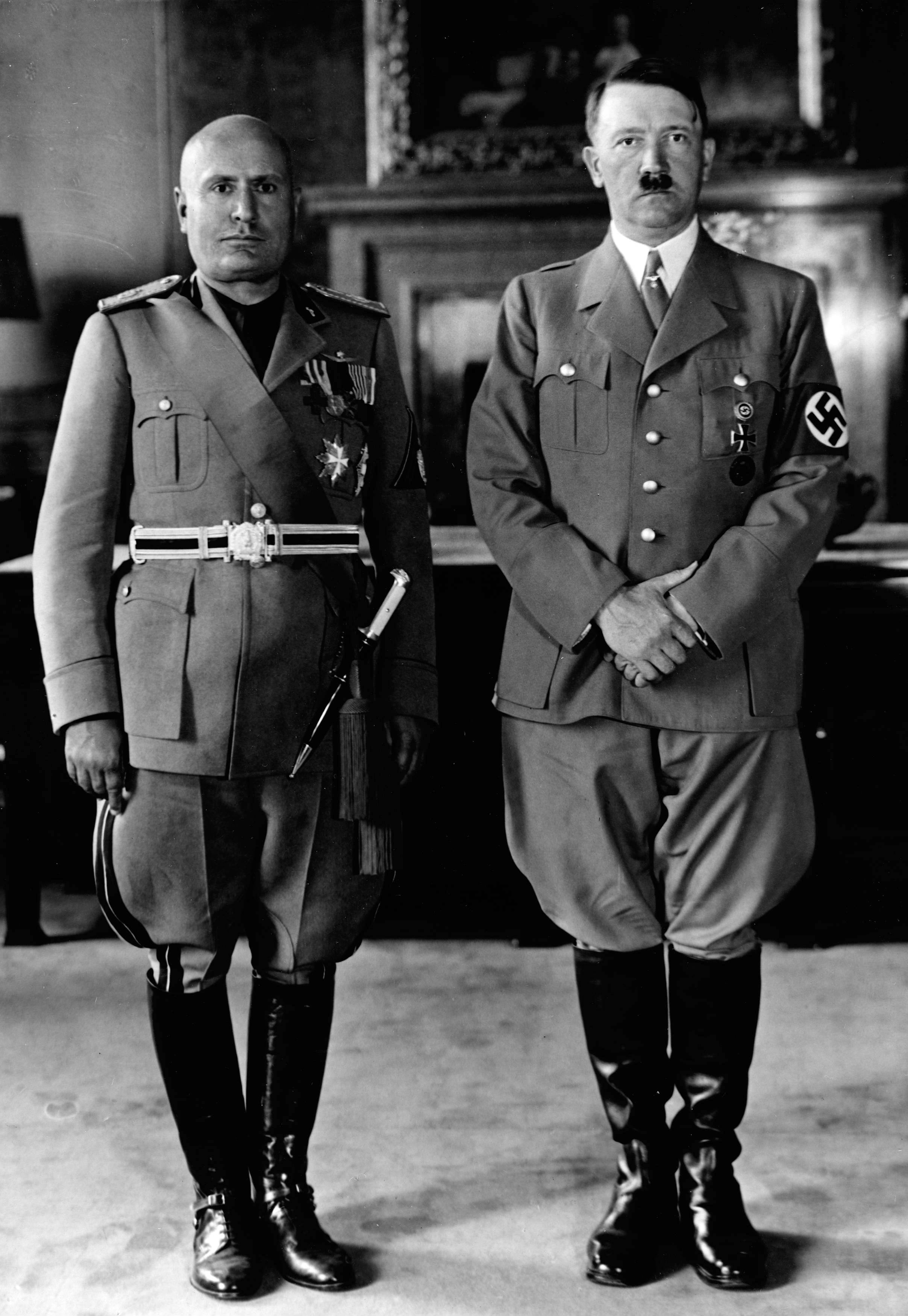
Mussolini e Hitler nel 1940

Il 18 marzo Mussolini e Hitler si incontrarono per un colloquio al passo del Brennero. Secondo Galeazzo Ciano, l'obiettivo del Duce era dissuadere il Führer dal proposito di iniziare un'offensiva terrestre contro l'Europa occidentale. L'incontro, invece, finì in un lunghissimo monologo del Cancelliere tedesco, con il Duce che a stento riuscì ad aprire bocca. Fra marzo e aprile Hitler intensificò la sua pressione psicologica su Mussolini, mentre il fronte antitedesco sembrava crollare in una serrata sequenza di vittorie germaniche. Le Forze Armate del Reich, mettendo in atto l'efficace tattica del Blitzkrieg, travolsero infatti la Danimarca (9 aprile), la Norvegia (9 aprile-10 giugno), i Paesi Bassi (10-17 maggio), il Lussemburgo (10 maggio), il Belgio (10-28 maggio) e iniziarono l'attacco alla Francia. I vertici militari italiani prevedevano, secondo il generale Paolo Puntoni, la «liquidazione della Francia entro giugno e dell'Inghilterra entro luglio». Le folgoranti vittorie tedesche, unite alle risposte tardive e inefficaci di inglesi e francesi, fecero rimanere gli italiani col fiato sospeso, tutti più o meno consapevoli che dal conflitto sarebbero dipese le sorti dell'Europa e dell'Italia, e causarono in Mussolini una serie di reazioni contrastanti che, «con gli alti e bassi tipici del suo carattere», continuarono ad accavallarsi, rendendolo incapace di prendere una decisione che sapeva di dover prendere, ma alla quale cercava di sottrarsi. A chi gli chiedeva un parere sull'eventualità che l'Italia restasse fuori dal conflitto, Mussolini, riferendosi all'attacco tedesco in corso in quei mesi, rispondeva che: «se gli inglesi e i francesi reggono il colpo ci faranno pagare non una, ma venti volte, Etiopia, Spagna e Albania, ci faranno restituire tutto con gli interessi».
Il 28 aprile papa Pio XII inviò un messaggio al Duce per convincerlo a restare fuori dal conflitto. Galeazzo Ciano, riferendosi al messaggio, annotò sul suo diario che: «l'accoglienza di Mussolini è stata fredda, scettica, sarcastica». Il 6 maggio il re Vittorio Emanuele III, accennando alla «macchina militare ancora debolissima», sconsigliò l'entrata in guerra, raccomandando al Duce di rimanere nella posizione di non belligeranza il più a lungo possibile. Contemporaneamente la diplomazia europea si impegnò per evitare che Mussolini scendesse in campo al fianco della Germania: per impreparata che fosse l'Italia, il suo apporto rischiava di essere decisivo per piegare la resistenza francese e avrebbe potuto creare grosse difficoltà anche al Regno Unito. Il 14 maggio, su insistenza francese, il presidente degli Stati Uniti d'America Franklin Delano Roosevelt indirizzò al Duce un messaggio dai toni concilianti, il quarto da gennaio, per dissuaderlo dall'entrare in guerra. Due giorni dopo anche il primo ministro inglese Winston Churchill seguì l'esempio, ma con un messaggio più intransigente, in cui avvertiva che il Regno Unito non si sarebbe sottratto alla lotta, qualunque fosse stato l'esito della battaglia sul continente. Il 26 maggio partì un quinto messaggio di Roosevelt al Duce.
Tutte le risposte di Mussolini confermarono che voleva rimanere fedele all'alleanza con la Germania e agli "obblighi d'onore" che essa comportava, ma privatamente non aveva ancora raggiunto la certezza sul da farsi. Pur parlando continuamente di guerra con Galeazzo Ciano e con gli altri suoi collaboratori, ed essendo profondamente colpito dai successi tedeschi, almeno fino al 27-28 maggio (se si esclude un'improvvisa convocazione dei tre sottosegretari militari la mattina del 10 maggio) non risulta che il numero dei colloqui con i responsabili delle Forze Armate avesse avuto alcun incremento, e nulla faceva presagire un intervento a breve.
Mentre i francesi si aspettavano un lento avanzare della fanteria tedesca attraverso il Belgio, o al massimo un improbabile attacco frontale contro le fortificazioni della Linea Maginot, circa 2.500 carri armati tedeschi penetrarono in Francia dopo aver attraversato in modo fulmineo la foresta delle Ardenne, una regione collinare caratterizzata da profonde vallate e da fitti arbusti che Parigi riteneva, fino a quel momento, del tutto inadatta a essere attraversata da carri armati. Alla sorpresa di un'azione tatticamente così brillante seguì il rapido e totale collasso delle Forze Armate francesi, che fece nascere la convinzione, nei vertici militari italiani, che il Regno Unito non sarebbe stato in grado di fronteggiare da solo un attacco tedesco e che sarebbe stato costretto a scendere a patti con Berlino e che gli Stati Uniti non avrebbero avuto la volontà né il tempo utile di impegnarsi direttamente nel conflitto, dato che non lo avevano fatto neanche per salvare la Francia e per servirsi di essa come una testa di ponte sul continente europeo. Inoltre, la maggioranza dell'opinione pubblica statunitense era contraria alla guerra e Franklin Delano Roosevelt, impegnato nella campagna elettorale per le elezioni presidenziali del 1940, non poteva non tenerne conto.
Il direttore dell'OVRA, Guido Leto, dispose la raccolta di indiscrezioni, informazioni riservate e intercettazioni telefoniche per sondare i sentimenti degli italiani nei confronti della guerra, allo scopo di creare uno spaccato il più aderente possibile alla realtà da sottoporre al Duce, che chiedeva un quadro completo della situazione. Secondo tali relazioni, «i nostri informatori segnalarono, prima sporadicamente, poi con maggiore frequenza ed ampiezza, uno stato di timore - che andava diffondendosi rapidamente - che la Germania fosse sul punto di riuscire a chiudere assai brillantemente e da sola la tremenda partita e che, di conseguenza, noi - se pure ideologicamente alleati - saremmo rimasti privi di ogni beneficio per quanto aveva tratto colle nostre aspirazioni nazionali. Che, a causa della nostra prudenza - di cui veniva attribuita la responsabilità a Mussolini - saremmo stati, forse, anche puniti dal tedesco e che, quindi, se ancora in tempo, bisognava bruciare le tappe ed entrare subito in guerra». Leto, inoltre, aggiunse che «pochissime voci, e non certo di politicanti delle due parti avverse e con debolissimi echi nel paese, si levarono ad ammonire sulle tremende incognite che la situazione presentava».
In questo clima, perciò, anche Mussolini si convinse che l'Italia potesse «arrivare tardi», in quanto era opinione comune che il Regno Unito avesse i giorni contati e che la conclusione della guerra fosse ormai prossima. A nulla servirono le opposizioni del re e di Pietro Badoglio, motivate dall'impreparazione del Regio Esercito e da un giudizio prudente sulle vittorie tedesche in Francia. Il sovrano, inoltre, pose l'accento sull'importanza che avrebbe potuto avere nel conflitto un eventuale intervento armato statunitense, che sarebbe stato foriero di numerose incognite. Dello stesso avviso era anche il principe ereditario Umberto di Savoia. Galeazzo Ciano scrisse nel suo diario: «Vedo il Principe di Piemonte. È molto antitedesco e convinto della necessità di rimanere neutrali. Scettico, impressionantemente scettico sulle possibilità effettive dell'esercito nelle attuali condizioni, che giudica pietose, di armamento».
Secondo Mussolini, invece, le rapide vittorie tedesche erano il presagio dell'imminente fine della guerra, per cui l'insufficienza effettiva delle Forze Armate italiane assumeva ormai un'importanza trascurabile. Accanto al suo timore che l'Italia non avrebbe ricevuto alcun beneficio nella futura conferenza di pace qualora il conflitto fosse terminato prima dell'intervento nostrano, nacque in Mussolini la convinzione che gli fosse necessario «solo un pugno di morti» per potersi sedere al tavolo dei vincitori e per avere diritto a reclamare parte dei guadagni, senza la necessità di un esercito preparato e adeguatamente equipaggiato in una guerra che, secondo l'opinione pubblica nella tarda primavera del 1940, sarebbe durata ancora solo poche settimane e il cui destino era già scritto in favore della Germania.

## L'entrata in guerra dell'Italia

### Ultimi tentativi di mediazione

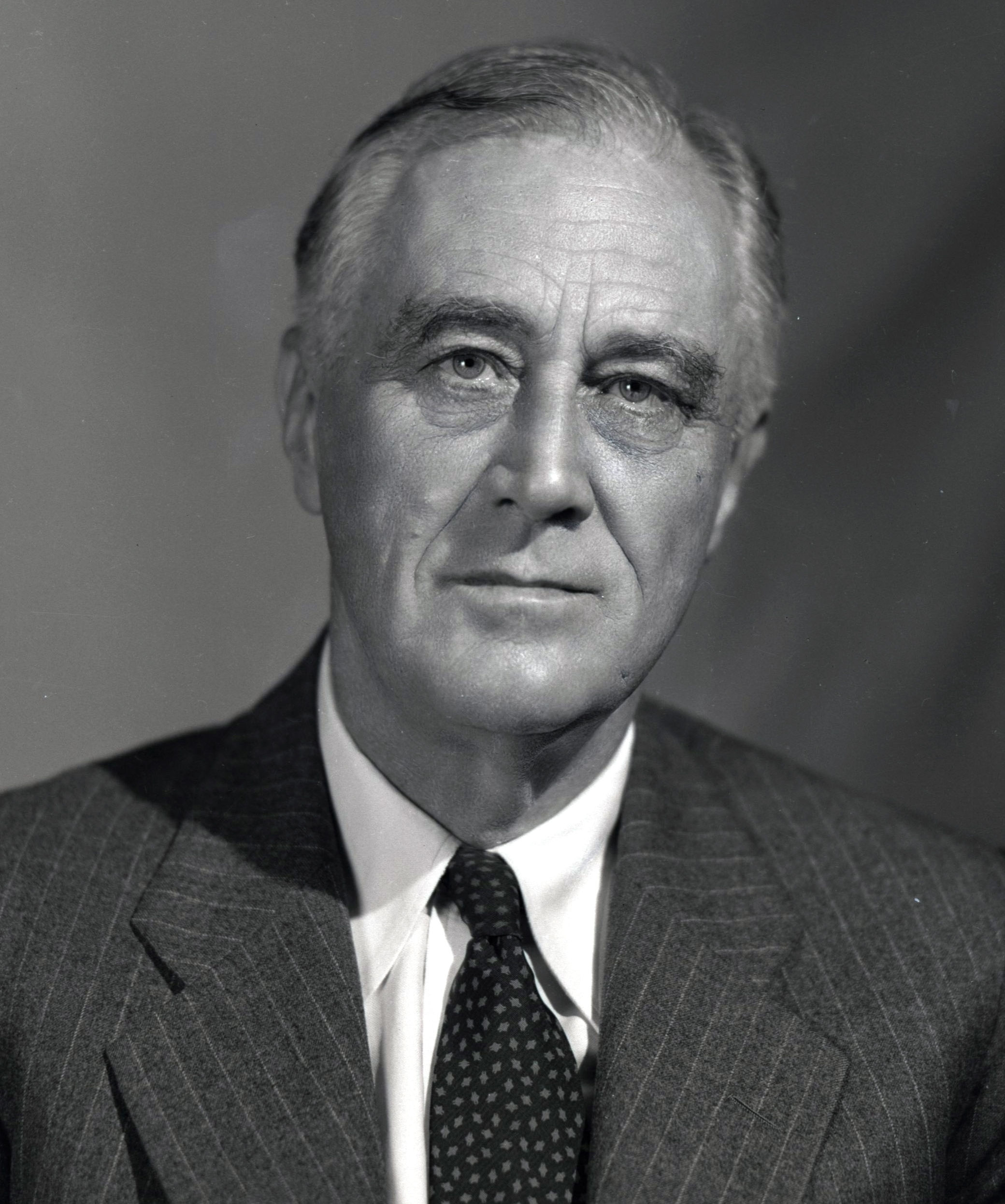
Il presidente statunitense Franklin Delano Roosevelt

A fine maggio, nei giorni in cui i tedeschi vincevano la battaglia di Dunkerque contro gli anglo-francesi e il re del Belgio Leopoldo III firmava la resa del proprio paese, il Duce si convinse che fosse arrivato il «momento più favorevole» che attendeva da gennaio ed ebbe una decisiva virata verso l'intervento: il 26 ricevette una lettera dal Führer che lo sollecitava a intervenire e, contemporaneamente, un rapporto inviato a Roma dall'ambasciatore italiano a Berlino Dino Alfieri, che era succeduto a Bernardo Attolico, su un suo colloquio con Hermann Göring. Quest'ultimo aveva suggerito all'Italia di entrare in guerra quando i tedeschi avessero «liquidata la sacca anglo-franco-belga», situazione che si stava verificando proprio in quei giorni. Entrambi produssero nel dittatore una forte impressione, tanto che Ciano annotò nel proprio diario che Mussolini «si propone di scrivere una lettera ad Hitler annunciando il suo intervento per la seconda decade di giugno». Ogni settimana, di fronte all'ampiezza della vittoria tedesca, poteva essere quella decisiva per la fine della guerra e l'Italia, secondo Mussolini, non poteva farsi trovare non in armi.
Lo stesso giorno, in un estremo tentativo di scongiurare la partecipazione italiana al conflitto, il primo ministro inglese Winston Churchill aveva, previo accordo con il suo omologo francese Paul Reynaud, inviato al presidente degli Stati Uniti Franklin Delano Roosevelt la bozza di un accordo, che quest'ultimo avrebbe dovuto successivamente trasmettere al Duce. Secondo tale documento, conservato presso i National Archives di Londra con il nome Suggested Approach to Signor Mussolini, Regno Unito e Francia ipotizzavano la vittoria finale della Germania e chiedevano a Mussolini di moderare le future richieste di Hitler. Nello specifico, secondo questa proposta di accordo, Londra e Parigi promettevano di non aprire alcun negoziato con Hitler qualora quest'ultimo non avesse ammesso il Duce, nonostante la mancata partecipazione italiana al conflitto, alla futura conferenza di pace in posizione uguale a quella dei belligeranti.
Inoltre, Churchill e Reynaud si impegnavano a non ostacolare le pretese italiane alla fine della guerra (che principalmente consistevano, in quel momento, nell'internazionalizzazione di Gibilterra, nella partecipazione italiana al controllo del Canale di Suez e in acquisizioni territoriali nell'Africa francese). Mussolini, però, in cambio avrebbe dovuto garantire di non aumentare successivamente le proprie richieste, avrebbe dovuto salvaguardare Londra e Parigi frenando le pretese di Hitler vincitore, avrebbe dovuto revocare la non belligeranza e dichiarare la neutralità italiana e avrebbe dovuto mantenere tale neutralità per tutta la durata del conflitto. Roosevelt si dichiarò personalmente garante per il futuro rispetto di tale accordo. Il 27 maggio l'ambasciatore degli Stati Uniti a Roma, William Phillips, recò a Galeazzo Ciano la missiva, indirizzata a Mussolini, con il testo dell'accordo. Lo stesso giorno il governo di Parigi, per rendere la proposta di Roosevelt ancora più allettante, mediante l'ambasciatore francese in Italia André François-Poncet fece sapere al Duce di essere disponibile a trattare «sulla Tunisia e forse anche sull'Algeria».
Secondo lo storico Ciro Paoletti, «Roosevelt prometteva per un futuro incerto e lontano. Sarebbe stato in grado di mantenere? E se per allora non fosse stato più presidente? L'Italia aveva già avuto in passato, nel 1915 e negli anni seguenti, delle notevoli promesse, poi non mantenute a Versailles nel 1919, come ci si poteva fidare? Mussolini doveva scegliere fra le promesse a lunga scadenza, fatte per di più da un presidente che di lì a sei mesi doveva presentarsi alla rielezione, e le possibilità vicine, concrete, date da una Francia al collasso, da un'Inghilterra allo stremo e dalla paura di cosa avrebbe potuto fargli subito dopo la ormai certa vittoria in Francia - e assai prima di qualsiasi intervento americano - una Germania trionfante». Secondo gli storici Emilio Gin ed Eugenio Di Rienzo, inoltre, il Duce non avrebbe mai accettato di sedersi al futuro tavolo delle trattative di pace, accanto a un Hitler trionfante, solo "per concessione" degli Alleati, senza aver combattuto, in quanto la sua figura in sede internazionale ne sarebbe uscita debolissima e la sua autorità, paragonata a quella del Führer, sarebbe stata del tutto irrilevante. Galeazzo Ciano, nel suo diario, alla data del 27 maggio riportò infatti che Mussolini «se pacificamente potesse avere anche il doppio di quanto reclama, rifiuterebbe». La risposta a William Phillips, infatti, fu negativa.

### Gli atti formali e l'annuncio pubblico

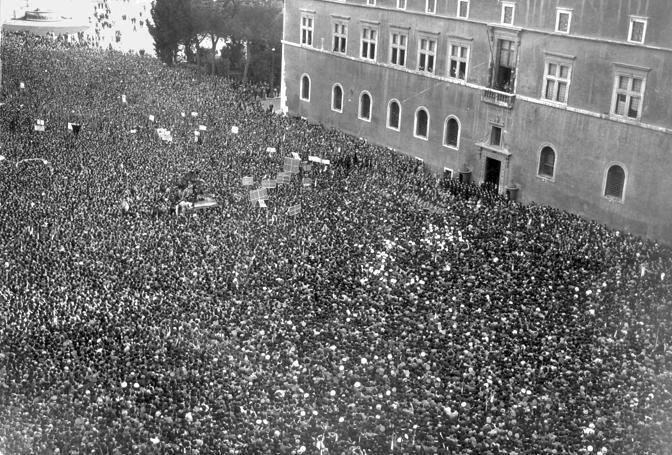
La folla che assiste al discorso sulla dichiarazione di guerra dell'Italia a Francia e Gran Bretagna, pronunciato da Benito Mussolini il 10 giugno 1940 dal balcone di palazzo Venezia a Roma

Il 28 maggio il Duce comunicò a Pietro Badoglio la decisione di intervenire contro la Francia e, la mattina successiva, si riunirono a Palazzo Venezia i quattro vertici delle Forze Armate, Badoglio e i tre capi di Stato Maggiore (Rodolfo Graziani, Domenico Cavagnari e Francesco Pricolo): in mezz'ora tutto fu definitivo. Mussolini comunicò ad Alfieri la sua decisione e il 30 maggio annunciò ufficialmente a Hitler che l'Italia sarebbe entrata in guerra mercoledì 5 giugno. Mesi prima, in realtà, il Duce aveva ipotizzato un'entrata in guerra per la primavera 1941, data poi avvicinata al settembre 1940 dopo la conquista tedesca di Norvegia e Danimarca e ulteriormente accorciata dopo l'invasione della Francia, fatto che faceva presagire un'ormai imminente fine del conflitto. Il 1º giugno il Führer rispose, chiedendo di posticipare di qualche giorno l'intervento per non costringere l'esercito tedesco a modificare i piani in corso di attuazione in Francia. Il Duce si mostrò d'accordo, anche perché il rinvio gli permetteva di completare gli ultimi preparativi. In un messaggio del 2 giugno, però, l'ambasciatore tedesco a Roma Hans Georg von Mackensen comunicò a Mussolini che la richiesta di posticipare l'azione era stata ritirata e, anzi, la Germania avrebbe gradito un anticipo.
Il Duce, tramite il generale Ubaldo Soddu, chiese a Vittorio Emanuele III che gli venisse ceduto il comando supremo delle forze armate che, in base allo Statuto Albertino, era detenuto dal sovrano. Secondo Galeazzo Ciano il re avrebbe opposto notevole resistenza, finendo con il concordare una formula di compromesso: il comando supremo sarebbe rimasto in capo a Vittorio Emanuele III, ma Mussolini lo avrebbe gestito in delega. Il 6 giugno il Duce, scontento di questa soluzione e irritato dalla difesa del sovrano delle proprie prerogative statutarie, sbottò: «Alla fine della guerra dirò a Hitler di far fuori tutti questi assurdi anacronismi che sono le monarchie».
Volendo evitare l'entrata in guerra venerdì 7 giugno, data che era stata superstiziosamente considerata di cattivo auspicio, e il fine settimana composto da sabato 8 e domenica 9 giugno, poiché in quei giorni l'interesse generale degli italiani e dei giornalisti era concentrato sulle semifinali di Coppa Italia e sull'ultima tappa del Giro d'Italia, vinto da Fausto Coppi, si giunse così a lunedì 10 giugno. Galeazzo Ciano fece convocare per le 16:30 a Palazzo Chigi l'ambasciatore francese André François-Poncet e, secondo la prassi diplomatica, gli lesse la dichiarazione di guerra, il cui testo recitava: «Sua Maestà il Re e Imperatore dichiara che l'Italia si considera in stato di guerra con la Francia a partire da domani 11 giugno». Alle 16:45 dello stesso giorno venne ricevuto da Ciano l'ambasciatore britannico Percy Loraine, che ascoltò la lettura del testo: «Sua Maestà il Re e Imperatore dichiara che l'Italia si considera in stato di guerra con la Gran Bretagna a partire da domani 11 giugno».
Entrambi gli incontri si svolsero, secondo i diari di Galeazzo Ciano, in un clima formale, ma di reciproca cortesia. L'ambasciatore francese avrebbe detto che considerava la dichiarazione di guerra come un colpo di pugnale a un uomo già a terra, ma che si aspettava una tale situazione già da due anni, dopo la firma del Patto d'Acciaio fra Italia e Germania, e che comunque nutriva stima personale per Ciano e non poteva considerare gli italiani come nemici. L'ambasciatore inglese, invece, sempre secondo Ciano avrebbe partecipato all'incontro restando imperturbabile, limitandosi a domandare educatamente se quella che stava ricevendo dovesse essere considerata un preavviso o la vera e propria dichiarazione di guerra.
Preceduto dal vicesegretario del Partito Nazionale Fascista Pietro Capoferri, che ordinò alla folla il saluto al Duce, alle 18:00 dello stesso giorno Mussolini, indossando l'uniforme da primo caporale d'onore della Milizia Volontaria per la Sicurezza Nazionale, di fronte alla folla radunatasi in Piazza Venezia, annunciò, con un lungo discorso trasmesso anche via radio nelle principali città italiane, che «l'ora delle decisioni irrevocabili» era scoccata, mettendo al corrente il popolo italiano delle avvenute dichiarazioni di guerra.
Di seguito, l'incipit e explicit del discorso:

### Le reazioni dell'opinione pubblica

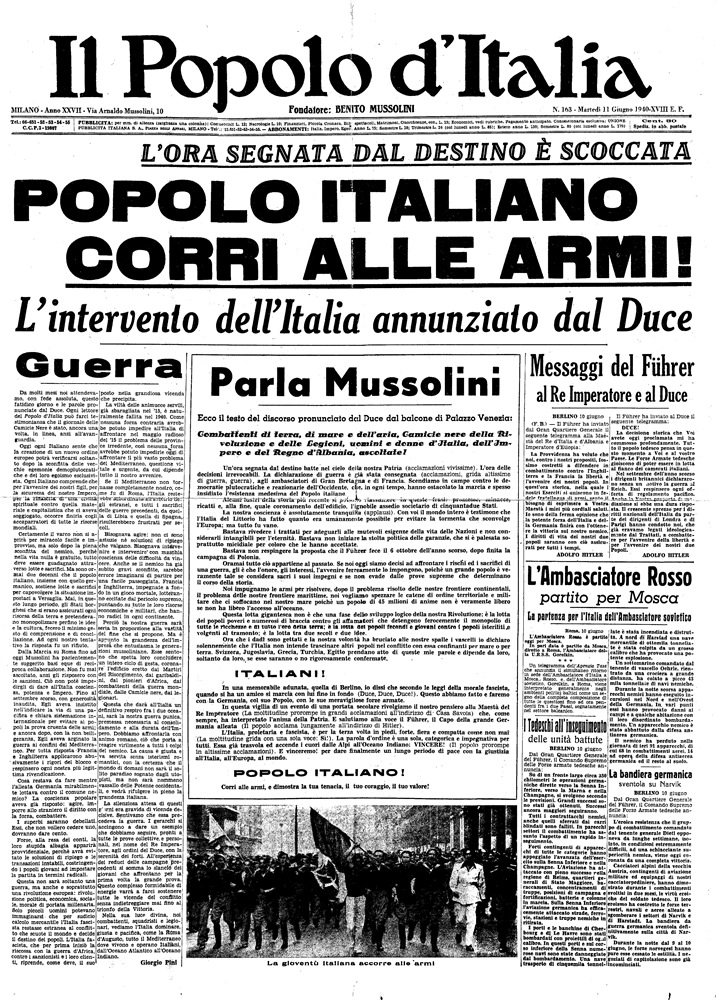
La prima pagina de Il Popolo d'Italia dell'11 giugno 1940

La notizia fu accolta con entusiasmo dai gruppi industriali italiani, che vedevano l'inizio del conflitto come un'occasione per aumentare la produzione e la vendita di armi e macchinari, e da una buona parte dei vertici fascisti, nonostante le più alte personalità del regime avessero in precedenza espresso scetticismo sull'intervento italiano e avessero abbracciato la linea di condotta tracciata da Mussolini il 31 marzo 1940, che prevedeva di entrare in guerra il più tardi possibile allo scopo di evitare un conflitto lungo e insopportabile per il Paese. In ogni caso, fra le personalità che avevano espresso dubbi - se non veri e propri atteggiamenti ostili - sull'intervento militare italiano, nessuna palesò pubblicamente la propria opposizione al conflitto e sulla scrivania del Capo del Governo non vennero recapitate lettere di dimissioni.

La stampa italiana, condizionata da censura e controllo imposti dal regime fascista, diede la notizia con grande enfasi, utilizzando titoli a caratteri cubitali che facevano uso entusiasta di citazioni del discorso e manifestavano completa adesione alle decisioni prese:
L'unica voce critica che si levò, oltre ai giornali clandestini, fu quella de L'Osservatore Romano: «E il duce (abbagliato) salì sul treno in corsa». Questo titolo fu accolto con grande disappunto dai vertici italiani, tanto che Roberto Farinacci, segretario del partito fascista, in un commento alla stampa affermò che: «La Chiesa è stata la costante nemica dell'Italia».
Il capo dell'OVRA, Guido Leto, prendendo atto della reazione dell'opinione pubblica italiana, riferì che: «Come nell'agosto del 1939 la polizia rilevò e riferì il quasi unanime dissenso del paese verso un'avventura bellica, così nella primavera del 1940 essa segnalò il rovesciamento della pubblica opinione presa da un ossessionante timore di arrivare tardi. E nel primo e nel secondo tempo operò come un termometro: non determinò, né influenzò, né menomamente alterò la temperatura del paese, ma semplicemente la misurò». Hitler, venuto a conoscenza dell'annuncio pubblico, inviò immediatamente due telegrammi di solidarietà e ringraziamento, uno indirizzato a Mussolini e uno a Vittorio Emanuele III, anche se, privatamente, espresse delusione per le scelte del Duce, in quanto avrebbe preferito che l'Italia attaccasse a sorpresa Malta e altre importanti posizioni strategiche inglesi anziché dichiarare guerra a una Francia già sconfitta.
In sede internazionale l'intervento italiano contro la Francia fu visto come un gesto vile, al pari di una pugnalata alle spalle, in quanto l'esercito francese era già stato messo in ginocchio dai tedeschi e il suo comandante supremo, il generale Maxime Weygand, aveva già impartito ai comandanti delle forze superstiti l'ordine di ritirarsi per mettere in salvo il maggior numero possibile di unità. Il giudizio di Churchill sull'ingresso dell'Italia nel conflitto bellico e sull'operato di Mussolini fu affidato al commento pronunciato a Radio Londra: «Questa è la tragedia della storia italiana. E questo è il criminale che ha tessuto queste gesta di follia e vergogna». Quando venne raggiunto dalla notizia dell'intervento italiano contro un nemico ormai sconfitto, il presidente degli Stati Uniti Franklin Delano Roosevelt rilasciò a Charlottesville una dura dichiarazione radiofonica: «In questo 10 giugno, la mano che teneva il pugnale l'ha affondato nella schiena del suo vicino».

### Piani di guerra

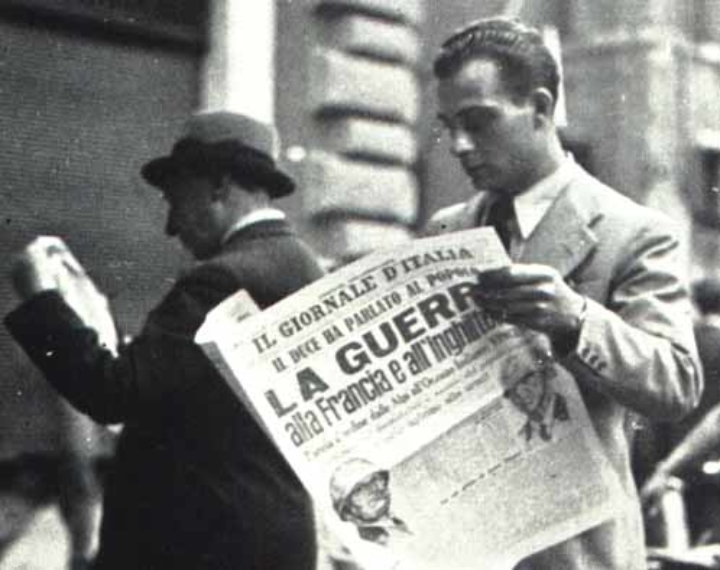
L'entrata in guerra fu la notizia principale su tutti i quotidiani italiani dell'11 giugno 1940

I preparativi bellici italiani erano stati delineati dallo Stato Maggiore dell'esercito nel febbraio 1940 e prevedevano una condotta strettamente difensiva sulle Alpi Occidentali ed eventuali azioni offensive (da iniziare solamente in condizioni favorevoli) in Jugoslavia, Egitto, Somalia francese e Somalia britannica. Si trattava di indicazioni di massima per la dislocazione delle forze disponibili, non di piani operativi, per i quali veniva lasciata al Duce piena libertà di improvvisazione. I vertici militari riconobbero l'inadeguatezza del Paese ad affrontare una guerra ma, allo stesso tempo, non presero posizione dinanzi all'intervento, ribadendo la loro totale fiducia in Mussolini. L'approccio del Duce al conflitto appena iniziato dall'Italia si concretizzò in direttive più o meno frammentarie, che egli indirizzava ai vertici militari: furono formulate richieste di operazioni nei teatri più disparati, mai trasformatesi in scelte precise e piani concreti. Venivano a mancare, in questo quadro, una strategia complessiva e di ampio respiro, obiettivi reali e un'organizzazione razionale della guerra.
Ciò fu evidente fin da subito, quando, il 7 giugno, lo Stato Maggiore Generale notificò che: «A conferma di quanto comunicato nella riunione dei Capi di Stato Maggiore tenuta il giorno 5 ripeto che l'idea precisa del Duce è la seguente: tenere contegno assolutamente difensivo verso la Francia sia in terra che in aria. In mare: se si incontrano forze francesi miste a forze inglesi, si considerino tutte forze nemiche da attaccare; se si incontrano solo forze francesi, prendere norma dal loro contegno e non essere i primi ad attaccare, a meno che ciò ponga in condizioni sfavorevoli». In base a quest'ordine la Regia Aeronautica ordinò di non effettuare alcuna azione offensiva, ma solo di compiere ricognizioni aeree mantenendosi in territorio nazionale, e altrettanto fecero il Regio Esercito e la Regia Marina, la quale non aveva intenzione di uscire dalle acque nazionali salvo per il controllo del canale di Sicilia, ma senza garantire le comunicazioni con la Libia.
Come preannunciato nella corrispondenza con il governo tedesco, dall'11 giugno le truppe italiane cominciarono le operazioni militari al confine francese in vista della pianificata occupazione delle Alpi occidentali ed effettuarono bombardamenti aerei, di carattere puramente dimostrativo, su Porto Sudan, Aden e sulla base navale inglese di Malta. L'alto comando delle operazioni venne affidato al generale Rodolfo Graziani, un ufficiale esperto in guerre coloniali contro nemici inferiori per numero e per mezzi, che non aveva mai avuto il comando su un fronte europeo e che non aveva alcuna familiarità con la frontiera occidentale.
I vertici militari italiani, costretti a centellinare le poche risorse disponibili, decisero di muovere le truppe solo in concomitanza con i movimenti dei tedeschi: l'aggressione alla Francia avvenne infatti solo quando la Germania l'aveva già praticamente sconfitta, poi ci fu un periodo di inattività italiana contemporaneo all'inattività tedesca nell'estate 1940, poi le azioni italiane ripresero quando la Germania iniziò la pianificazione dell'aggressione al Regno Unito. Secondo lo storico Ciro Paoletti: «Ogni volta che i Tedeschi si muovevano poteva essere quella decisiva per la fine vittoriosa del conflitto; e l'Italia doveva farsi trovare impegnata quel tanto che bastasse a dire che anch'essa aveva combattuto lealmente e godeva il diritto di sedersi al tavolo dei vincitori». L'atteggiamento dell'Italia, che «entrava in guerra senza essere attaccata» né sapeva dove attaccare, e che «addensava le truppe alla frontiera francese perché non aveva altri obiettivi», venne sintetizzato dal generale Quirino Armellini con la massima: «Intanto entriamo in guerra, poi si vedrà».